# Paul Kamer
Paul Kamer, auch Paul Kamer-Hammer (* 22. Dezember 1919 in Schwyz; † 29. September 1999 in Zürich-Witikon) war ein Schweizer katholischer Geistlicher, Lehrer und Bühnenautor.

## Leben

### Familie
Paul Kamer gehörte dem Schwyzer Landleute-Geschlecht der Kamer an und war der Sohn von Martin Kamer (* 1881; † 1924) und dessen Ehefrau Josepha (geb. Blum); nach dem frühen Tod seines Vaters führte seine Mutter einen Wollladen weiter.
Er war mit Nelli (geb. Hammer) verheiratet; aus diesem Grund bat er Papst Paul VI.  1974 um die Rückversetzung in den Laienstand.
Er lebte mit seiner Ehefrau in Zürich-Witikon.

### Werdegang
Nachdem er das Kollegium Schwyz besucht hatte, an dem unter anderem Emil Spiess sein Lehrer war, und die Matura bestanden hatte, begann er ein Theologiestudium am Priesterseminar in Chur und wurde 1943 zum Priester geweiht.
Von 1944 bis 1949 absolvierte er seine Sprachstudien in Neuenburg, Zürich und Freiburg, bevor er im Juli 1949 mit seiner Dissertation Das grosse Gebet der Eidgenossen. Seine Form und sein Geist an der Universität Freiburg zum Doktor promovierte. Aufgrund seiner Sprachbegabung beherrschte er Griechisch, Lateinisch, Englisch, alle vier Landessprachen der Schweiz sowie Serbisch.
Er unterrichtete am Lehrerseminar Rickenbach und war in der Zeit von 1949 bis 1970 als Lehrer für Deutsch und Englisch am Kollegium Schwyz und anschliessend bis 1984 als Sekretär und Pressechef bei der Schweizer Kulturstiftung Pro Helvetia tätig; er war auch seelsorgerisch tätig.
Er wurde auf dem Friedhof Witikon in Zürich bestattet. Sein Nachlass befindet sich im Staatsarchiv des Kantons Schwyz.

### Gesellschaftliches und schriftstellerisches Wirken
In Schwyz betätigte Paul Kamer sich als Leiter des Studententheaters und sprach auch einige Zeit im Radio Das Wort zum neuen Tag.
Er war der Autor verschiedener dramatischer Werke, in denen er sich vor allem mit der christlichen Tradition und den Ansprüchen einer gewandelten Zeit auseinandersetzte, unter anderem für die Studentenbühne und das Welttheater Einsiedeln. Dazu betätigte er sich als Übersetzer aus dem Rätoromanischen und Französischen sowie zahlreicher Bühnenstücke, unter anderem für die 1966 gegründete Bühne 66 und war freier Mitarbeiter bei verschiedenen Zeitungen sowie für das Radio DRS.
Bereits als Student verfasste er die Spiele Der Schwyzerkönig, das 1938 in Schwyz uraufgeführt wurde, und Gevatter Tod verfasst. In der Zeit von 1958 bis 1980 beteiligte er sich an der Gestaltung der Freilichtspiele Japanesenspiele in Schwyz, für die er insgesamt sechs literarisch anspruchsvolle Spiele schrieb, an denen immer mehrere hundert Mitwirkende beteiligt waren. 1956 schrieb er für das Schultheater in Schwyz das Bühnenwerk Der ewige Arzt, an deren Uraufführung unter anderem der österreichische Kulturattaché Heinrich Raab und der Abt des Klosters Einsiedeln, Benno Gut, teilnahm. Mit seinen Schülern führte er auch das von ihm verfasste Bühnenstück Erwache, Skanderbeg 1957 auf, an dem er als Intendant und Regisseur beteiligt war.
Zur 650-Jahr-Feier der Schlacht am Morgarten schuf er 1965 das Gedenkspiel Letzi und später die Hörspielfassung von Paul Schoecks (1882–1952) Tell.
Sein Bruder-Klaus-Lied wurde 1966 in das katholische Kirchengesangbuch aufgenommen.

## Mitgliedschaften
Paul Kamer war Mitglied der Schweizerischen Schillerstiftung, deren Präsident er 1974 ad interim („Für die Zwischenzeit“) war, ihm folgte dann der Literaturwissenschaftler Pierre-Olivier Walzer als Präsident.
Bis 1970 war er Vorstandsmitglied des Stiftungsrates der Kulturstiftung Pro Helvetia, ihm folgte, nach seinem Tücktritt 1970, der Musiker Rolf Looser.
Der 1938 gegründete Bund Schwyzertütsch wählte ihn in den Vorstand des Gesamtvereins. Dort führte er für viele Jahre die Protokolle der Vorstandssitzungen und Jahresversammlungen; 1988 trat er zurück.

## Ehrungen und Auszeichnungen
Paul Kamer bekam 1949 für sein Bühnenstück Gevatter Tod den ersten Preis der Jury, in der Hans Bänninger (1896–1962), Oskar Eberle, Fritz Gribi, Rudolf Joho und August Schmid (1877–1955) vertreten waren, der Gesellschaft für das schweizerische Volkstheater (heute Zentralverband Schweizer Volkstheater).
1967 erhielt er für sein literarisches und künstlerisches Schaffen den neu geschaffenen Schwyzer Kulturpreis.
Er bekam 1993 den Innerschweizer Radio- und Fernsehpreis für seine Beiträge, die er innerhalb von 40 Jahren für das Radio DRS verfasst hatte.

## Publizierte Werke (Auswahl)
- Der Schwyzerkönig – Ein vaterländisches Spiel in 5 Akten (7 Bildern) aus den Tagen des alten Zürichkrieges. Aarau: Sauerländer, 1939.
- Geistliches Spiel und Seelsorge. In: Neue Zürcher Nachrichten vom 20. Dezember 1946. S. 5.
- Zwingli und die Täufer. In: Neue Zürcher Nachrichten vom 28. Februar 1947. S. 2.
- Zwinglis eidgenössische und auswärtige Politik. In: Neue Zürcher Nachrichten vom 7. März 1947. S. 2.
- Gevatter Tod; ein Spiel auf Lieb und Leid. Luzern: Rex-Verlag, 1948.[29]
- Das grosse Gebet der Eidgenossen. Seine Form und sein Geist. Freiburg 1949.
- Schwyz. In: Neue Zürcher Nachrichten vom 13. Mai 1950. S. 3.
- Das Buch und die Familie. In: Neue Zürcher Zeitung vom 13. Dezember 1952. S. 1.
- Meinrad Inglin-Feier in Schwyz. In: Neue Zürcher Nachrichten vom 27. Juli 1953. S. 2.
- Gotthelfs Sprache. In: Neue Zürcher Nachrichten vom 22. Oktober 1954. S. 4.
- Der ewige Arzt. 1956.
- Dur s Jahr us: der Herrgotts-Tag vo Schwyz. In: Schwyzerlüt: Zytschrift für üsi schwyzerische Mundarte, Band 19, Heft 4. 1957. S. 9–11.
- Jan -  Ein Ruf der Freiheit durch den Eisernen Vorhang: Spiel in 3 Bildern. 1957.[30]
- Erwache, Skanderbeg. Schwyz: Schultheater, 1957.
- Wie auch wir vergeben: ein Gleichnis in drei Bildern. Luzern: Rex-Verlag, 1961.[31]
- Die Bettlerin: ein kleines Welttheater für die Spielleute von Einsiedeln. 1963.[32]
- Trumpf und Bock - Japanesenspiel und Umzug 1963: Programm. Schwyz: Triner, 1963.
- "Letzi": Gedenkspiel zur 650-Jahrfeier der Schlacht am Morgarten. Schwyz: Japanesengesellschaft, 1965.[33]
- Für den Lauerzersee: das Talerwerk des Jahres 1966. In: Heimatschutz - Patrimoine, Band 61, Heft 2. 1966. S. 37–50.
- Heinrich Federer - Zum 100. Geburtstag. In: Neue Zürcher Nachrichten vom 1. Oktober 1966.
- 1. August trotz allem. In: Neue Zürcher Zeitung vom 1. August 1966. S. 1.
- Im Chaos: Siehe, der Mensch! In: Neue Zürcher Nachrichten vom 16. September 1967. S. 1.
- Versöhnlich, weitschauend, dem Wesentlichen verschrieben: Das Lebenswerk von P. Dr. Otto Hophan. In: Neue Zürcher Nachrichten vom 14. Oktober 1968. S. 3.
- Dr Blätz - Japanesenspiel 1970. 1970.
- Paul Kamer; Cesar Bresgen: Das Erler Spiel von Christi Urständ: nach dem Erler Paradies- und Osterspiel von 1613. Erl: Passionsspielhaus, 1970.
- Die Stiftung Pro Helvetia. In: Schweizer Monatshefte: Zeitschrift für Politik, Wirtschaft, Kultur, Band 51, Heft 2. 1971–1972. S. 108–112.
- Der Kanton Schwyz. In: Schweizer Revue - die Zeitschrift für Auslandsschweizer, Band 3, Heft 3. 1976. S. 2–6.
- Das Kirchenvolk von Toni Halter. In: Neue Zürcher Nachrichten vom 19. März 1977. S. 5.
- Edmond van Hoorick; Paul Kamer: Land der Innerschweiz - Bildband. Frauenfeld; Stuttgart; Huber 1984.
- Mutation. In: Neue Zürche Nachrichten vom 31. Oktober 1986. S. 17.

## Archivalien
- Nachlass Paul Kamer-Hammer im Staatsarchiv des Kanton Schwyz (Stasz).